# Oxyloma dunkeri
Oxyloma dunkeri is een slakkensoort uit de familie van de barnsteenslakken (Succineidae). De wetenschappelijke naam van de soort werd voor het eerst geldig gepubliceerd in 1865 door Ludwig Pfeiffer.

## Kenmerken
Het slakkenhuisje van Oxyloma dunkeri is tot 19 mm hoog en tot 8,3 mm breed. De laatste winding is erg groot, de snuit is 14,5 mm hoog en 7,3 mm breed. De schaal is doorschijnend, glanzend amberkleurig met een dikke, stevige schaal. Het heeft meestal drie beurten. De windingen zijn sterk afgeplat, de eerste winding is bijzonder klein. De laatste winding neemt ongeveer twee derde van de hoogte van het slakkenhuisje in beslag, dus de eigenlijke draad is erg kort. Het is recht uitgerekt, de onderrand bijna recht tot licht hol. Het oppervlak vertoont onregelmatige maar duidelijke groeilijnen. Het zachte lichaam is donkergrijs tot zwartachtig. De zool is driedelig en wit.

## Verspreiding en leefgebied
Het verspreidingsgebied van deze slakkensoort strekt zich uit over Oostenrijk, Hongarije, Roemenië, Bulgarije, Oekraïne en Zuid-Rusland tot aan Anatolië. De dieren leven op modderige bodems in uiterwaarden.